# Asilus claripes
Asilus claripes là một loài ruồi trong họ Asilidae. Asilus claripes được Macquart miêu tả năm 1838. Loài này phân bố ở miền Ấn Độ - Mã Lai.